# 1942年の黒鷲軍
1942年の黒鷲軍（1942ねんのくろわしぐん）では、1942年シーズンの黒鷲軍の動向をまとめる。
この年の黒鷲軍は、寺内一隆がシーズン途中まで選手兼任監督を務めたシーズンである。シーズン途中の9月、鉄工所の大和工作所に球団が譲渡されたため、「大和軍」に球団名称が変更された。

## チーム成績

### レギュラーシーズン
| 順位 | 球団       | 勝利 | 敗戦 | 引分 | 勝率 | ゲーム差 |
| ---- | ---------- | ---- | ---- | ---- | ---- | -------- |
| 優勝 | 東京巨人軍 | 73   | 27   | 5    | .730 | -        |
| 2位  | 大洋軍     | 60   | 39   | 6    | .606 | 12.5     |
| 3位  | 阪神軍     | 52   | 48   | 5    | .520 | 21.0     |
| 4位  | 阪急軍     | 49   | 50   | 6    | .495 | 23.5     |
| 4位  | 朝日軍     | 49   | 50   | 6    | .495 | 23.5     |
| 6位  | 南海軍     | 49   | 56   | 0    | .467 | 26.5     |
| 7位  | 名古屋軍   | 39   | 60   | 6    | .394 | 33.5     |
| 8位  | 大和軍     | 27   | 68   | 10   | .284 | 43.5     |

## できごと
それまでチームの大黒柱であった、亀田忠がアメリカに帰国し、投手事情が大変厳しい中、石原、畑福が奮闘するものの、チームは3年ぶりの最下位に沈んでしまった。